# 4xC
Театър студио 4xC е експериментална театрална трупа, създадена през 1994 от режисьора Николай Георгиев в София.
Театърът играе своите представления до 2002 година в салона на ул. „Вашингтон“ 4. Освен това служи и за практическа база на студентите от специалност „Синтетично сценично изкуство“ на Пловдивския университет „Паисий Хилендарски“.
Актьори, учили в експерименталните театрални класове в 22-ро СОУ и свързани с 4хС:
- Тодор Доцев;
- Виолета Ерменкова;
- Владислав Павлов;
- Орлин Павлов;
- Ана Пападопулу;
- Елена Петрова;
- Ива Свещарова;
- Вили Прагер;
- Яна Лазарова;
- Мария Нешовска – Mendes;
- Ралица Кашова;
- Йоана Захариева;
- Стефан Щерев;
- Ани Георгиева;
- Антоанета Добрева;
- Иво Димчев;
- Ася Ангелова;
- Ина Кънчева;
- Тодор Чапкънов;
- Росен Белов;
- Ася Чакърова;
- Иво Райков;
- Кирил Хавезов;
- Елена Атанасова;
- Таня Кожухарова;
- Мариана Йотова;

През 2003 г. част от трупата заминава за Виена и след кратък престой се завръща в България.